# アルシェ (弦楽器)
株式会社アルシェは1983年創業の「弓」メーカー。ヴァイオリン・ビオラ・チェロ・コントラバスの弓を製作。子供用の分数弓や松脂の製作も行っている。

## 概要
アルシェは1983年創業の「弓」メーカー。本社は東京都文京区、工場は神奈川県小田原市にある。

## 沿革
1983年
- 文京楽器製造とプリマ楽器の共同出資により設立

1985年
- バイオリン弓　ペカットモデル第1号が完成

1987年
- ドイツ人弓製作マイスターのルドルフ・ノイデュルファーを招き弓製作の技術を学ぶ
- 西ドイツ州立バイオリン製作学校校長が工場見学

1988年
- サルトリーモデル及びビオラ弓を発表

1989年
- フランス人弓製作ルチェーのクリストフ・ランドンを招き、伝統あるフランス式弓作りを学ぶ
- サルトリーモデル・トルテモデル　チェロ弓を発表
- ロンドンにて「アルシェ弓展示会」を開催

1990年
- ホイヤーモデルコントラバス弓を発表

1991年
- クリストフ・ランドンが再訪問
- 手工スタッフ　大瀬国隆がパリ研修留学
- 東京大学木材物理学教室と共同研究「バイオリン弓の材質」
- 大瀬製作弓　クレモナ国際楽器店に出演
- 全国有名小売店の工場見学会、技術講習会を催行

1992年
- マンチェスター チェロ国際フェスティバルに出展

1993年
- フランクフルト国際見本市(メッセ)に出展
- ミッテンバルト国際コンクールに出展

1994年
- フランクフルト国際見本市（メッセ）に出展
- パリ楽器フェアに出展
- 電気通信大学電子工学科と共同研究「バイオリンのモデルによる数特性」
- マンチェスターチェロ国際フェスティバルに出展（シルバーメダル受賞）
- VSA国際製作コンクールに出演（チェロ弓ゴールドメダル受賞、ビオラ弓 Certificate of Merit 受賞）

1995年
- フランクフルト国際見本市（メッセ）、及びパリ楽器フェアに出展
- 松脂[101]、[201]を発売

1996年
- VSA国際製作コンクールに出展（バイオリン弓、ビオラ弓、チェロ弓、コントラバス弓、各々Certificate of Marit 受賞）

2002年
- アダムモデル及び新品番チェロ弓を発表
- 松脂[301]を発売

2003年
- 満20周年を迎え、記念弓「トルテ亀甲カルテット」、「トルテ Solo Pro アニバーサリー」、「サルトリー Solo Pro アニバーサリー」 他を発表2004年
- コントラバス用松脂「601」を発売

2005年
- コントラバス用松脂「701」を発売

2006年
- 松脂「201Solo」「501Solo」を発売

2013年
- 松脂「なでしこ」限定発売
- ブラジルのジョン･バチスタ氏より良質ペルナンブーコ材26,000本を譲り受け輸入
- 30周年記念特別限定品「ESPRIT」「ATELIER OHSE」他を発表
- 以後7年連続でMUSIC CHINA(上海メッセ)に楽器/弓/松脂を出展

2015年
- 松脂のラインナップを一新しエチュード/ソプラノ/アルト/テノール/バッセを発売

2016年
- VSA国際コンクール(インディアナポリス)に出展　コントラバス弓で入選

2017年
- アルシェとビオリーノが合併し社名をアルシェに統一

2018年
- アルシェ35周年記念イベント「MUSIC ARC 2018」を開催

2021年
- 公式ホームページを一新　オンラインショップ機能を兼備

2022年
- ワシントン条約(CITES)第19回締約国会議(パナマ)にオブザーバーとして参加
- ペルナンブーコ材保護の方向性について視察

2023年
- 40周年記念弓「KUNITAKA OHSE」「A ODAWARA」カルテット弓

「プレミアム・アニバーサリー」「ハイグレード・アニバーサリー」弓を発表